# Міка Тен
Міка Тен (англ. Mika Tan; нар. 27 листопада 1977) — американська фетиш-модель і порноакторка.

## Біографія
Народилася на Гаваях. Її батько мав самоано-японське, а мати — окінаво-тайванське походження. В 3 роки її удочерила бабуся.
Потрапила в порноіндустрію в 2002 у віці 19 років, куди її запросив режисер Джек Перл, який випадково зустрів її в магазині ampm. В основному знімається в фетиш-порно для компанії Kink.com і сайтів «Men in Pain» і «Divine Bitches», де грає роль як домінантки, так і підконтрольної. І попри те, що вона також знімається в традиційному порно, себе вважає фетиш-моделлю, а не звичайною порнозіркою. Тен заснувала власну порностудію GenerAsianxxx Productions.
У 2011 році журнал Complex поставив її на 23 місце в списку «50 найгарячіших азійських порнозірок всіх часів».
Станом на 2016 рік знялася в 487 порнофільмах.

## Премії та номінації
| Рік  | Премія          | Категорія                                   | Робота | Результат |
| ---- | --------------- | ------------------------------------------- | --- | --------- |
| 2006 | AVN             | Best All-Girl Group Sex Scene               | 11 Herbs 'N Spices (разом з Queen B., Skyy Black, Bonity Butterfly, Autumn Foxxe, Krystal Jordan, Kira, Kim Pleasures, Nikole Richie і Miss Simone) | Номінація |
| 2006 | AVN             | «Найжорсткіша» сцена сексу                  | Shane's World: College Guide to Anal Sex | Номінація |
| 2006 | Adam Film World | Найкраща азійська старлетка                 | | Перемога  |
| 2006 | XRCO Award      | Unsung Siren                                | | Перемога  |
| 2007 | AVN Award       | Недооцінена зірка року (невизнана перевага) | | Перемога  |
| 2007 | Urban X         | Зал слави Urban X                           | | Перемога  |
| 2011 | AVN Award       | Найкраща сцена подвійного проникнення       | The Perfect Secretary: Training Day (разом з Марко Бандерасом і Крісом Чармінгом)                                                                   | Номінація |
| 2013 | AVN Award       | Найкраща сцена групового сексу              | Official the Hangover Parody | Номінація |